# 段士俊
段士俊（?—?），甘肅省蘭州府皋蘭縣人，清朝政治人物、進士出身。
光緒二十九年（1903年），参加光緒癸卯科殿試，登進士二甲第132名。同年閏五月，授陝西候補知縣。